# Грот-мачта

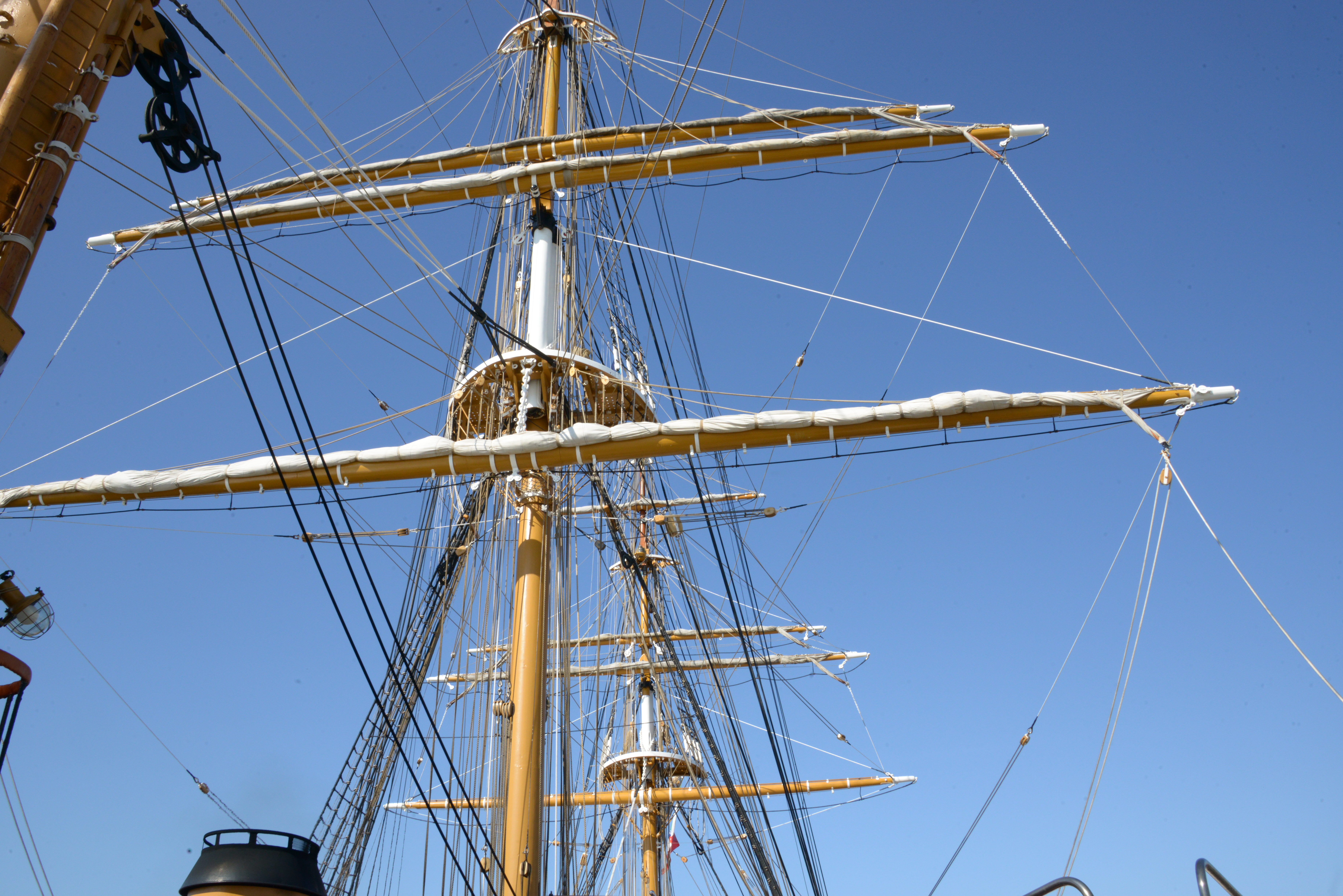
Грот-мачта судна Америго Веспуччи

Грот-мачта (от нидерл. grote mast — «большая мачта») — обычно вторая судовая мачта, считая от носа судна.
На двух- или трёхмачтовых судах наиболее высокая мачта вне зависимости от её местоположения. На четырёх- и более мачтовых судах — вторая, третья и так далее мачты между первой (фок-мачтой) и кормовой (бизань-мачтой). Во избежание путаницы при работе различаются порядковыми номерами («первая грот-мачта», «вторая грот-мачта» и далее), считая от носа к корме. Например, российский учебный четырёхмачтовый барк «Крузенштерн» имеет фок-мачту, первую грот-мачту, вторую грот-мачту и бизань-мачту. Грот-мачта может быть и единственной (суда с парусным вооружением «шлюп», «тендер»).